# 伊戈尔·塔布列茨
伊戈尔·伊万诺维奇·塔布列茨（烏克蘭語：Ігор Іванович Табурець；1963年12月6日—）是乌克兰政治人物，自2022年3月1日起担任切尔卡瑟州州长。